# سوزان كونزي
سوزان كونزي (بالإنجليزية: Susan Kunze)‏ هي مُدرسة أمريكية، ولدت في 6 يونيو 1953 في Highland Park, Los Angeles ‏ في الولايات المتحدة.